# Tambor (armas de fuego)

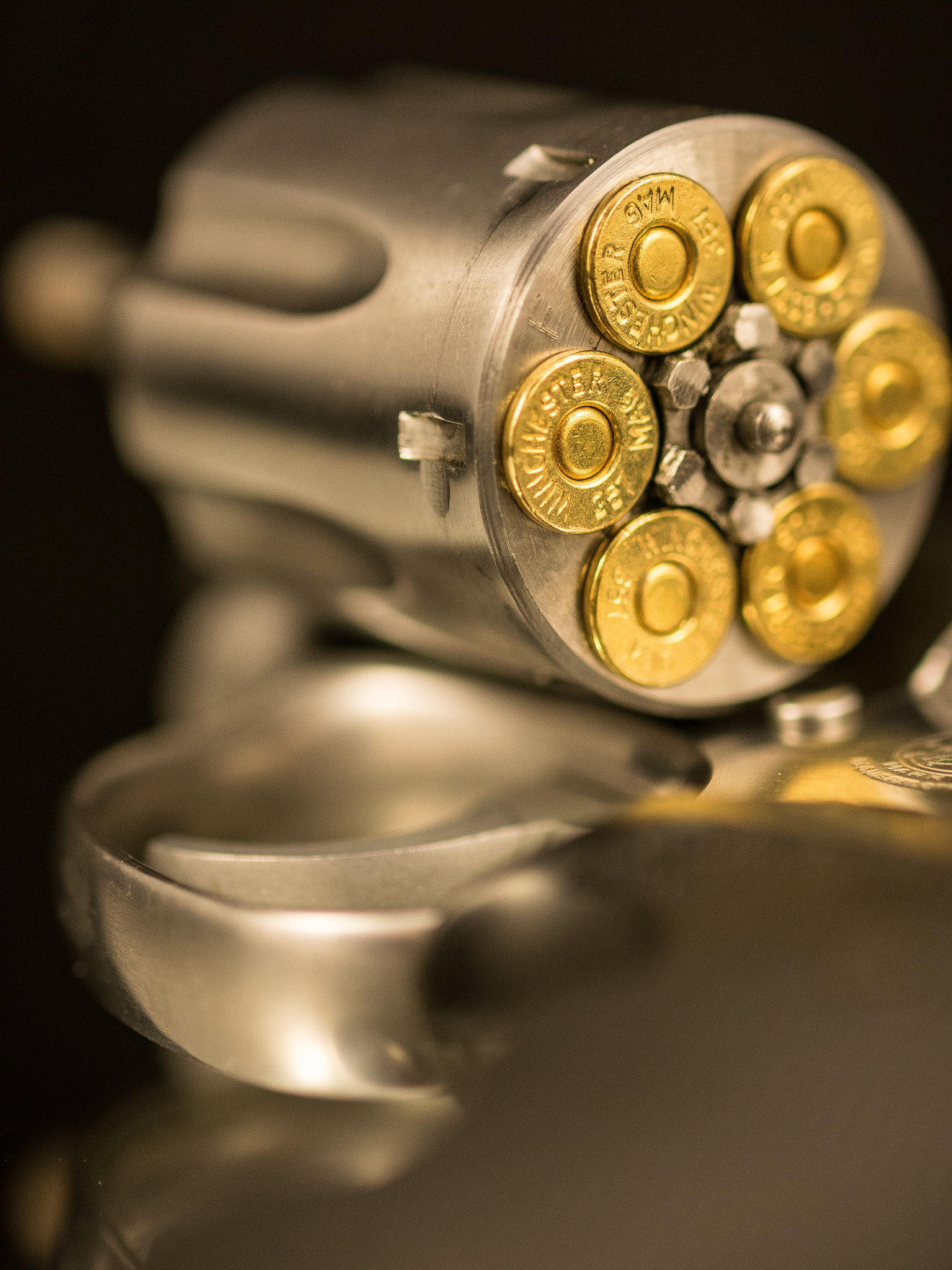
Tambor de revólver

Un tambor, también llamado cilindro, es la parte cilíndrica y rotativa de un revólver con múltiples recámaras para cartuchos. El tambor gira alrededor de un eje central en el revólver para alinear cada recámara con el cañón, dejándolo preparado para el disparo. Cada vez que el arma es amartillada, el tambor rota hasta la recámara siguiente.
Los tambores típicamente alojan seis cartuchos (tienen seis recámaras). Pero algunos revólveres de armazón pequeño alojan sólo cinco cartuchos debido al tamaño, en general, más pequeño del arma. Varios modelos de revólveres en calibre 5,5 mm tienen tambores para nueve o diez cartuchos. Como regla general, los tambores no están diseñados para ser eliminados del arma, excepto para la limpieza. Un "cargador rápido" (speed loader) o un peine de media luna, pueden ser utilizados en algunos revólveres para la recarga rápida.